# Cetiothucha
Cetiothucha is een geslacht van wantsen uit de familie van de Tingidae (Netwantsen). Het geslacht werd voor het eerst wetenschappelijk beschreven door Drake & Ruhoff in 1965.

## Soorten
Het genus bevat de volgende soorten:

- Cetiothucha constanti Guilbert, Pham & Soulier-Perkins, 2018
- Cetiothucha physalia Drake & Ruhoff, 1965